# Infectividad
Se denomina infectividad en epidemiología a la capacidad de un agente patógeno (bacterias, virus...) para invadir un organismo y provocar en él una infección. No debe ser confundido con el concepto epidemiológico de virulencia, que hace alusión a la capacidad de provocar daño orgánico una vez se ha establecido la infección.